# غلام حسين بيرواني
غلام حسين بيرواني (بالفارسية: غلامحسین پیروانی) هو مدرب كرة قدم ولاعب كرة قدم إيراني في مركز الوسط، ولد في 29 مارس 1955 في شيراز في إيران. شارك مع منتخب إيران تحت 20 سنة لكرة القدم. أما مع النوادي، فقد لعب مع نادي برق شيراز.